# Jan I Wittelsbach (Pfalz-Simmern)
Jan I Wittelsbach (ur. 15 maja 1459 Starkenburg – zm. 27 stycznia 1509 tamże) – palatyn i książę Palatynatu – Simmern/Hunsrück
Syn księcia Fryderyka i Małgorzaty von Geldern. Po śmierci ojca w 1480 roku odziedziczył tereny Palatynatu Simmern. Rok później ożenił się z córką hrabiego Jana II Nassau – Joanną (1464-1521). Para miała trójkę dzieci:
- Fryderyka (1490)
- Jana (1492-1557)
- Fryderyka (1494-?) – proboszcz katedry w Strasburgu